# Gęsi
Gęsi, gęsiowate (Anserinae) – podrodzina ptaków z rodziny kaczkowatych (Anatidae). Obejmuje gatunki wodne, zamieszkujące cały świat. Te duże ptaki (najmniejsze mają 50 cm długości i 1 kg masy) charakteryzują się brakiem różnic w ubarwieniu między samcem i samicą.

## Systematyka
Do podrodziny należą następujące plemiona:
- Malacorhynchini von Boetticher, 1950 – jedynym przedstawicielem jest Malacorhynchus membranaceus (Latham, 1801) – łopatonos
- Cereopseini Vigors, 1825
- Cygnini Vigors, 1825
- Anserini Vigors, 1825